# 许望
許望，中國杭州鹽官（今伊橋）人，中國唐朝官员，曾任右羽林將軍。他是許敬宗的曾孫，許昂的孫子，许彦伯的兒子，许遠的父親。